# Sidi Borja
Sidi Borja  (in arabo سيدي بورجا‎?) è un centro abitato e comune rurale del Marocco situato nella provincia di Taroudant, regione di Souss-Massa. Conta una popolazione di 10 000 abitanti (censimento 2014).